# Кеннеди, Падди
Па́трик Э́нтони Ке́ннеди (англ. Patrick Anthony Kennedy; 9 октября 1934 — 18 марта 2007), более известный как Па́дди Ке́ннеди (англ. Paddy Kennedy) — ирландский футболист, защитник. Один из «малышей Басби», выигравших первый в истории Молодёжный кубок Англии в 1953 году.

## Футбольная карьера
Уроженец Дублина, Падди начал играть в футбол в местной команде «Джонвилл». В 1950 году 15-летний защитник перешёл в английский клуб «Манчестер Юнайтед», а в феврале 1953 года подписал с клубом профессиональный контракт. В мае 1953 года принял участие в обоих финалах первого в истории Молодёжного кубка Англии, по итогам которого «Юнайтед» обыграл «Вулверхэмптон Уондерерс» и выиграл этот турнир. Кеннеди играл в одной команде вместе с такими игроками как Эдди Колман, Лиам Уилан, Дэвид Пегг, Ронни Коуп, Альберт Скэнлон и Дункан Эдвардс, которые получили в прессе прозвище «малышей Басби».
В основном составе «Манчестер Юнайтед» Кеннеди провёл только один официальный матч: это была игра Первого дивизиона против «Вулверхэмптон Уондерерс» 2 октября 1954 года на стадионе «Молинью». «Юнайтед» проиграл в том матче со счётом 4:2. В последующие два сезона Кеннеди выступал только за резервную команду «Юнайтед», а августе 1956 года покинул клуб, перейдя в «Блэкберн Роверс».
За «Блэкберн Роверс» Кеннеди провёл только 3 официальных матча из-за конкуренции со стороны игрока сборной Англии Билла Экерзли, а также из-за серьёзной травмы ноги, вынудившей его не играть на протяжении 18 месяцев.
В июле 1959 года Кеннеди перешёл в «Саутгемптон», выступавший в Третьем дивизионе. Дебютировал за «святых» в первом матче сезона против «Норвич Сити». Также сыграл в следующем матче «Саутгемптона» против «Честерфилда», после чего потерял место в основном составе, уступив его другому ирландцу Томми Трейнору. «Святые» завершили сезон 1959/60 в качестве победителей Третьего дивизиона, но Кеннеди провёл за команду только два матча в основном составе и ещё четыре — в резервной команде. По окончании сезона был отпущен из клуба в качестве свободного агента. В 1960 году стал игроком «Олдем Атлетик», но из-за травм не смог сыграть в основном составе клуба.

## После завершения карьеры
С 1961 по 1985 год работал в филиале американской компании Massey Ferguson в Траффорде. Параллельно занимался любительским футболом в Эрмстоне, Траффорд, был одним из основателей клубе «Эрмстон Викс» (англ. Urmston Vics) и президентом клуба «Фор Провинсес» по гэльскому футболу.
Умер в марте 2007 года.
Его внук Киран Кеннеди также стал профессиональным футболистом.